# 马烈孙
马烈孙（1928年—），又名马国瓀，男，回族，宁夏吴忠人（一作云南墨江人），中华人民共和国伊斯兰教人物，曾任宁夏回族自治区政协副主席，第五、六届全国人大代表，第七、八届全国政协委员。